# Massimo Taibi
Massimo Taibi (Palermo, 18 febbraio 1970) è un dirigente sportivo ed ex calciatore italiano, di ruolo portiere, direttore sportivo della Pistoiese.
Insieme a Michelangelo Rampulla e Alberto Brignoli, rientra nella ristretta cerchia dei portieri che sono riusciti a realizzare una rete su azione in Serie A.

## Biografia
Possedeva una scuola calcio a Cinisi (Palermo), dove con i giovanissimi disputavano il campionato regionale e con gli allievi quello provinciale. La scuola calcio si chiamava "Boys Cinisi Massimo Taibi".

## Caratteristiche tecniche
Era molto abile nel parare i calci di rigore.
Inoltre, possedeva una buona reattività che gli consentiva uno slancio, utilizzando il cosiddetto colpo di reni. 

## Carriera

### Giocatore

#### Club

##### Gli inizi, Piacenza
Inizia a giocare come attaccante a dodici anni nell'AMAT Palermo, squadra di un quartiere di Palermo e che rappresentava l'omonima azienda municipalizzata del capoluogo siciliano. Fu adattato in portiere dal suo primo allenatore, Natale Alamia. A quattordici anni torna a fare l'attaccante in un campionato CSI, per poi tornare a fare definitivamente il portiere nella squadra di calcio Mediatrice di cui suo padre Luigi era un dirigente.
A quindici anni è il portiere titolare della Cosmos Palermo, squadra Allievi regionali con cui vince la Coppa Lo Cascio battendo in finale il Palermo.
Esordisce molto giovane con il Licata, essendo il portiere della Berretti e il terzo della prima squadra alla sua prima stagione. Nell'anno della promozione del Licata in Serie B è il secondo portiere alle spalle di Emilio Zangara. Con la squadra in Serie B è anche il portiere titolare della formazione Primavera. Esordisce nel campionato cadetto il 28 maggio 1989 in Licata-Ancona (1-1) valida per la 35ª giornata.
In seguito passa in prestito al Trento nel 1989-1990. Nell'estate 1990 è acquistato per 6 miliardi di lire dal Milan, dove disputa un campionato come terzo portiere.
L'anno seguente si trasferisce in prestito al Como e, dopo un solo torneo, al Piacenza, dove resta per cinque anni dal 1992 al 1997; inizialmente era in prestito alla squadra biancorossa. Con la squadra piacentina conquista due promozioni in Serie A (1993 e 1995) e contribuisce ad altrettante salvezze nella massima serie, nel 1996 e nel 1997.

##### Milan, Venezia e Manchester Utd

Taibi al Milan nel 1997

Alla fine del campionato 1996-1997 il Milan decide di riacquistarlo, dopo che aveva ceduto il cartellino al Piacenza. Tornato in rossonero, gioca inizialmente titolare perdendo poi il posto al termine del girone di andata in favore di Sebastiano Rossi.
Nella stagione seguente passa in prestito al Venezia, con cui gioca il 1998-1999 da titolare ottenendo la salvezza.
All'inizio della stagione 1999-2000 viene chiamato da Alex Ferguson per difendere la porta del Manchester Utd, campione d'Europa in carica, che paga 4,4 milioni di sterline per averlo. Per un cavillo burocratico non può giocare in Champions League, dunque viene utilizzato in campionato. All'esordio contro il Liverpool viene nominato "Man of the Match"; tuttavia poche partite dopo, contro il Southampton si rende protagonista di un errore perdendo il pallone sotto le gambe, su un tiro molto lento dalla distanza, consentendo a Matthew Le Tissier di segnare. Rimane in Inghilterra pochi mesi, giocando 4 partite in Premier League e vincendo la Coppa Intercontinentale 1999.

##### Reggina, Atalanta e gli ultimi anni

Taibi (a destra) realizza il gol del pareggio per la Reggina, allo scadere della gara interna con l'Udinese del 1º aprile 2001 (1-1).

Nel gennaio 2000 torna in Italia, alla Reggina. Esordisce con la maglia amaranto il 16 di quel mese, nel pareggio casalingo di 0-0 contro la Lazio e diventa il portiere titolare per tutto il girone di ritorno.
Ancora tra i pali della squadra amaranto per la stagione successiva, il 1º aprile 2001, eguaglia il record di Michelangelo Rampulla, diventando il secondo portiere della Serie A a segnare su azione. Nella partita Reggina-Udinese, infatti, con i bianconeri in vantaggio per 0-1 all'87', si porta nell'area avversaria colpendo di testa e vedendosi il tiro deviato in angolo. Sul successivo tiro dalla bandierina colpisce ancora di testa, mandando in rete il pallone dell'1-1 finale. Taibi diviene anche capitano della squadra. A fine stagione, arrivata la retrocessione dopo lo spareggio con il Verona, lascia la squadra calabrese.
Viene così ceduto all'Atalanta, dove rimane fino al 2005, prima di passare al Torino dove milita per due stagioni contribuendo al ritorno dei granata nella massima serie. Dalla stagione 2007-2008 si trasferisce all'Ascoli.
Il 27 gennaio 2009, dopo lo scarso utilizzo negli ultimi mesi, risolve consensualmente il contratto con la società marchigiana, ponendo fine alla propria carriera agonistica.

#### Nazionale
Grazie alla prestazioni con la maglia del Trento diventa il portiere titolare della Nazionale di Serie C allenata da Roberto Boninsegna e Guglielmo Giovannini.

### Dirigente
Il 17 febbraio 2010 viene nominato direttore generale della Rubierese, società emiliana militante in Eccellenza.
L'11 febbraio 2011 diventa consulente di mercato del Montebelluna, ricomprendo sempre il ruolo nella Rubierese. Il 2 maggio ha ottenuto la qualifica di direttore sportivo, e a giugno entra nell'organigramma societario del Montebelluna come direttore generale. Il 4 gennaio 2012 si dimette. Il 29 febbraio ritorna al Rubierese stavolta nel ruolo di consigliere.
Il 6 novembre entra nello staff dirigenziale del Modena come collaboratore diretto del direttore sportivo Cannella. Il 14 dicembre viene nominato responsabile del settore giovanile. Il 17 luglio 2014 diventa anche il nuovo direttore sportivo del club emiliano. Il 10 giugno 2015, viene confermato anche per la stagione seguente come direttore sportivo e lascia il settore giovanile a Mauro Melotti.
Il 26 maggio 2016 di comune accordo col presidente dei canarini Antonio Caliendo, risolve consensualmente il contratto
Il 5 maggio 2018 viene nominato direttore sportivo della Reggina.
Nella stagione 2019-2020 è uno dei principali artefici della promozione della squadra calabrese in Serie B. Tale promozione gli vale la nomina e il riconoscimento del premio come migliore direttore sportivo della Serie C 2019-2020. 
Il 15 settembre 2021, oltre a ricoprire la carica di direttore sportivo degli amaranto, viene incaricato come responsabile del settore giovanile. L'11 settembre 2023, in seguito al fallimento della società amaranto, Taibi annuncia il suo addio al club dopo più di cinque anni.
Il 4 giugno 2024, viene annunciato come nuovo direttore sportivo della Pistoiese, in Serie D.

## Statistiche

### Presenze e reti nei club
Statistiche aggiornate al 30 giugno 2009.
| Stagione        | Squadra           | Campionato      | Campionato | Campionato    | Coppe nazionali | Coppe nazionali | Coppe nazionali | Coppe continentali | Coppe continentali | Coppe continentali | Altre coppe | Altre coppe | Altre coppe | Totale | Totale  |
| Stagione        | Squadra           | Comp            | Pres       | Reti          | Comp            | Pres            | Reti            | Comp               | Pres               | Reti               | Comp        | Pres        | Reti        | Pres   | Reti    |
| --------------- | ----------------- | --------------- | ---------- | ------------- | --------------- | --------------- | --------------- | ------------------ | ------------------ | ------------------ | ----------- | ----------- | ----------- | ------ | ------- |
| 1992-1993       | Piacenza          | B               | 38         | -25           | CI              | 0               | 0               | -                  | -                  | -                  | -           | -           | -           | 38     | -25     |
| 1993-1994       | Piacenza          | A               | 34         | -43           | CI              | 1               | 0               | -                  | -                  | -                  | -           | -           | -           | 35     | -43     |
| 1994-1995       | Piacenza          | B               | 38         | -27           | CI              | 5               | -7              | -                  | -                  | -                  | -           | -           | -           | 43     | -34     |
| 1995-1996       | Piacenza          | A               | 33         | -44           | CI              | 1               | -1              | -                  | -                  | -                  | -           | -           | -           | 34     | -45     |
| 1996-1997       | Piacenza          | A               | 34+1       | -44 + -1      | CI              | 1               | 0               | -                  | -                  | -                  | -           | -           | -           | 36     | -45     |
| Totale Piacenza | Totale Piacenza   | Totale Piacenza | 177+1      | -183 + -1     |                 | 8               | -8              |                    | -                  | -                  |             | -           | -           | 186    | -192    |
| 1997-1998       | Milan             | A               | 17         | -18           | CI              | 0               | 0               | -                  | -                  | -                  | -           | -           | -           | 17     | -18     |
| 1998-1999       | Venezia           | A               | 34         | -38           | CI              | 2               | -1              | -                  | -                  | -                  | -           | -           | -           | 36     | -39     |
| 1999-gen. 2000  | Manchester United | PL              | 4          | -11           | FACup+CdL       | 0               | 0               | UCL                | 0                  | 0                  | CS+SU+CInt  | 0           | 0           | 4      | -11     |
| gen.-giu. 2000  | Reggina           | A               | 18         | -17           | CI              | -               | -               | -                  | -                  | -                  | -           | -           | -           | 18     | -17     |
| 2000-2001       | Reggina           | A               | 34+2       | -49 + -2; 1   | CI              | 1               | -1              | -                  | -                  | -                  | -           | -           | -           | 37     | -52; 1  |
| Totale Reggina  | Totale Reggina    | Totale Reggina  | 52+2       | -66 + -2; 1   |                 | 1               | -1              |                    | -                  | -                  |             | -           | -           | 55     | -69; 1  |
| 2001-2002       | Atalanta          | A               | 30         | -47           | CI              | 0               | 0               | -                  | -                  | -                  | -           | -           | -           | 30     | -47     |
| 2002-2003       | Atalanta          | A               | 33+2       | -46 + -2      | CI              | 2               | -2              | -                  | -                  | -                  | -           | -           | -           | 37     | -50     |
| 2003-2004       | Atalanta          | B               | 46         | -36           | CI              | 1               | -2              | -                  | -                  | -                  | -           | -           | -           | 47     | -38     |
| 2004-2005       | Atalanta          | A               | 22         | -28           | CI              | 2               | -2              | -                  | -                  | -                  | -           | -           | -           | 24     | -30     |
| Totale Atalanta | Totale Atalanta   | Totale Atalanta | 131+2      | -157 + -2     |                 | 5               | -6              |                    | -                  | -                  |             | -           | -           | 138    | -165    |
| 2005-2006       | Torino            | B               | 42+4       | -31 + -6      | -               | -               | -               | -                  | -                  | -                  | -           | -           | -           | 46     | -37     |
| 2006-2007       | Torino            | A               | 3          | -5            | CI              | 0               | 0               | -                  | -                  | -                  | -           | -           | -           | 3      | -5      |
| Totale Torino   | Totale Torino     | Totale Torino   | 45+4       | -36 + -6      |                 | 0               | 0               |                    | -                  | -                  |             | -           | -           | 49     | -42     |
| 2007-2008       | Ascoli            | B               | 34         | -35           | CI              | 2               | -2              | -                  | -                  | -                  | -           | -           | -           | 36     | -37     |
| 2008-2009       | Ascoli            | B               | 13         | -15           | CI              | 2               | -1              | -                  | -                  | -                  | -           | -           | -           | 15     | -16     |
| Totale Ascoli   | Totale Ascoli     | Totale Ascoli   | 47         | -50           |                 | 4               | -3              |                    | -                  | -                  |             | -           | -           | 51     | -53     |
| Totale carriera | Totale carriera   | Totale carriera | 507+9      | -559 + -11; 1 |                 | 20              | -19             |                    | 0                  | 0                  |             | 0           | 0           | 536    | -589; 1 |

## Palmarès

### Club

#### Competizioni nazionali
- Campionato italiano di Serie B: 1

Piacenza: 1994-1995
- Campionato italiano Serie C1: 1

Licata: 1987-1988

#### Competizioni internazionali
- Supercoppa UEFA: 1

Milan: 1990
- Coppa Intercontinentale: 2

Milan: 1990
Manchester United: 1999